# Euscorpius flavicaudis
El escorpión negro o de cola amarilla (Euscorpius flavicaudis) es una especie de escorpión propio de Europa Occidental (incluyendo España) y noroeste de África, inofensivo para los humanos.

## Características
Euscorpius flavicaudis tiene el cuerpo negro y las patas y la cola (metasoma) amarillentos ("flavicaudis" significa "cola amarilla"). Los adultos miden de 3,5 a 4,5 cm de longitud y tienen los pedipalpos grandes y la cola delgada.

## Distribución
La distribución geográfica original de E. flavicaudis abarca el noroeste de África y sur de Europa (península ibérica, Islas Baleares, Francia, Córcega, Italia y Cerdeña); ha sido introducida en el Reino Unido, siendo la especie de escorpión que se distribuye más al norte.

## Hábitat
Vive en climas cálidos y templados, a menudo en lugares húmedos y oscuros de las casas (sótanos por ejemplo).

## Veneno
Es un escorpión inofensivo para los humanos, apenas venenoso, que raramente usa su aguijón. Su picadura es como la de una abeja. Sin embargo, se ha de tener precaución en personas hiprsensibles o con sistema inmune debilitado.

## Reproducción
El periodo de gestación es de 10–14 meses, dependiendo de la disponibilidad de alimento y del clima. Después del apareamiento, la hembra busca un escondite húmedo y tranquilo donde da a luz hasta 30 crías vivas, blancas, blandas e hinchadas, que suben a la espalda de la madre donde permanecen hasta la primera muda (unos seis días). Tras esto, los pequeños escorpiones empiezan a vagar por los alrededores pero permanecen junto al escondite durante unos días más. Las crías alcanzan la madurez al cabo de uno o dos años.

## Alimentación
Euscorpius flavicaudis es un depredador al acecho que aguarda inmóvil en la entrada de su madriguera, y captura rápidamente las presas que pasan ante él, sobre todo cochinillas y pequeños insectos. Pueden estar mucho tiempo sin comer.